# Альфонс III д'Есте
Альфонс III д'Есте (італ. Alfonso III d'Este; 22 жовтня 1591 — 26 травня 1644) — 7-й герцог Модени і Реджо у 1628—1629 роках.

## Життєпис
Походив з династії Есте. Старший син Чезаре д'Есте, маркіза Монтеккіо, та Вірджинії Медічі. Народився 1591 року у Феррарі. 1597 року його батько стає герцогом Феррари, Модени і Реджо. 1598 році Альфонса було схоплено папськими слугами в Болоньї, де його стали тримати заручником для примусу Чезаре офіційно відмовитися від герцогства Феррари.
Потім перебрався до Модени, де здобув освіту під орудою графа Людовіко Рончі. Потім вивчав теологію і риторику в Римі. 1608 року пошлюбив представницю Савойської династії. Став активно втручатися в державні справи, що призвело до конфліктів з батьком. У 1613 році він брав участь у війні проти Лукки за Гарфаньяну, яку успішно було захоплено. 1617 року відіграв провідну роль у розкриті та придушенні змови графа Ерколе Пеполі, що намагався повалити герцога Черзаре. Після цього Альфонс став сам розмірковуватися щодо відсторонення батька від трону.
1626 року помирає його дружина, що неабияк вплинуло на Альфонса. Глибоко закоханий у неї, він почав розмірковувати про те, щоб прийняти чернечі обіти. Коли його батько помер у грудні 1628 року, Альфонс III став герцогом Модени і Реджо. Проте у липні 1629 року він оголосив про своє зречення від влади на користь сина Франческо I. 8 вересня того ж року він вступив до монастиря братів-капуцинів у Мерано під ім'ям фра Джамбаттіста да Модена.
Він став відомим проповідником, його спеціально запрошували до Інсбруку та Відня, на шляху заснував монастир в Горіці, у 160—1631 роках відзначився як помічник вмираючим під час морової чуми, яка вразила герцогство Модена і Реджо. 1632 року він повернувся до Модени, але висловлювання проти придворних костюмів та вимагався нав'язати місцевим жидам християнство. Все це зробили його небажаним, тому колишній герцог пішов до монастиря у Кастельнуово-ді-Гарфаньяна, побудований його сином, де помер у 1644 році.

## Родина
Дружина — Ізабелла, донька Карла Еммануїла I, герцога Савойського
Діти:
- Чезаре (1609—1613)
- Франческо (1610—1658), 8-й герцог Модени і Реджо
- Обіццо (1611—1644), єпископ Модени
- Катерина (1613—1628), черниця
- Чезаре (1614—1677)
- Алессандро (1615)
- Карло Алессандро (1616—1679)
- Рінальдо (1618—1672) кардинал
- Маргарита (1619—1692), дружина Ферранте III Гонзага, герцога Гуасталла;
- Беатріче (1620)
- Беатріче (1622—1623)
- Філіберто (1623—1645)
- Боніфаціо (1624)
- Анна Беатріче (1626—1690), дружина герцога Алессандро II Піко делла Мірандола